# Burkhard Schäffer
Burkhard Schäffer (* 1959) ist ein deutscher Erziehungswissenschaftler.

## Leben
Er studierte Diplompädagogik an der TU Berlin und „Qualitative Methoden in den Sozialwissenschaften“ an der FU Berlin. Er war Mitarbeiter in DFG-Forschungsprojekt zu Ausgrenzungserfahrungen Jugendlicher im Stadtteil. Nach der Promotion 1996 mit einer Arbeit zum Thema „Stilistische Ein-Findungsprozessen im Jugendalter. Die Suche nach kollektiven Stilelementen im Rahmen von Popmusikpraxis. Ein Milieu- und Kulturvergleich.“ war er wissenschaftlicher Assistent und Oberassistent am Lehrstuhl Medienpädagogik und Erwachsenenbildung der Universität Magdeburg. Nach der Habilitation 2002 in Magdeburg mit einer Arbeit zum Thema „Generation, neue Medien und handlungspraktisches Wissen. Zur empirischen Rekonstruktion generationsspezifischer Medienpraxiskulturen und intergenerationeller Bildungsprozesse“ vertrat er im Sommersemester 2002 eine C3-Professur für „Erziehungstheorie und qualitative Methoden“ an der Universität Wuppertal. Im Wintersemester 2002/2003 und Sommersemester 2003 vertrat er eine C4-Professur für Erwachsenenbildung an der Ruhr-Universität Bochum. Im Februar 2006 wurde er zum Professor für Erwachsenenbildung/Weiterbildung an der Universität der Bundeswehr München ernannt.

## Schriften (Auswahl)
- Die Band. Stil und ästhetische Praxis im Jugendalter. Opladen 1996, ISBN 3-8100-1644-6.
- mit Peter Loos: Das Gruppendiskussionsverfahren. Theoretische Grundlagen und empirische Anwendung. Opladen 2001, ISBN 3-8100-2273-X.
- Generationen – Medien – Bildung. Medienpraxiskulturen im Generationenvergleich. Opladen 2003, ISBN 3-8100-3645-5.
- als Herausgeber mit Olaf Dörner: Weiterbildungsbeteiligung als Teilhabe- und Gerechtigkeitsproblem. München 2012, ISBN 978-3-8316-4076-8.